# Öffentliche Kommunikation
Der Begriff Öffentliche Kommunikation bezeichnet nach Günter Bentele: „Kommunikationsprozesse und -strukturen, die öffentlich stattfinden und häufig – aber nicht zwingend – durch Massenmedien vermittelt sind“.
Öffentliche Kommunikation schließt die Massenkommunikation, die Kommunikation mit einem dispersen und nicht unmittelbar anwesenden Publikum ein. Massenkommunikation setzt jedoch technische Verbreitungsmittel voraus. Öffentliche Kommunikation setzt lediglich Öffentlichkeit voraus, hier im Sinne der Sichtbarkeit für ein Publikum, und umfasst damit auch originäre Publizistik (zum Beispiel Ciceros Reden im Alten Rom) oder innere und äußere Unternehmenskommunikation.